# I Want to Disappear
I Want to Disappear è il quinto album in studio dei The Story So Far, uscito il 21 giugno 2024 per Pure Noise Records.

## Tracce
1. All This Time – 2:49
2. Watch You Go – 2:11
3. Letterman – 3:01
4. Jump The Gun – 2:36
5. Big Blind – 2:28
6. Nothing To Say – 2:57
7. Keep You Around – 3:51
8. You're Still in My Way – 2:34
9. White Shores – 3:12
10. I Want To Disappear – 2:36

Durata totale: 28:15

## Formazione
- Parker Cannon – voce
- Kevin Geyer – chitarra solista
- Will Levy – chitarra ritmica
- Ryan Torf – batteria